# هربرت ويلكوكس
هربرت ويلكوكس (بالإنجليزية: Herbert Wilcox)‏ (و. 1890 – 1977 م) هو مخرج أفلام، ومنتج أفلام، وكاتب سيناريو بريطاني، ولد في كورك، توفي في لندن، عن عمر يناهز 87 عاماً.

## الخدمة العسكرية
خدم في الجيش البريطاني.

## جوائز
حصل على جوائز منها:
- قائد وسام الامبراطورية البريطانية.

## وصلات خارجية
- هربرت ويلكوكس على موقع IMDb (الإنجليزية)
- هربرت ويلكوكس على موقع ألو سيني (الفرنسية)
- هربرت ويلكوكس على موقع أول موفي (الإنجليزية)
- هربرت ويلكوكس على موقع قاعدة بيانات الأفلام السويدية (السويدية)
- هربرت ويلكوكس على موقع إن إن دي بي (الإنجليزية)
- هربرت ويلكوكس على موقع قاعدة بيانات الفيلم (الإنجليزية)
- هربرت ويلكوكس على موقع كينوبويسك (الروسية)